# Grigorij Viktorovics Rjazsszkij
Grigorij Viktorovics Rjazsszkij (?, 1953. május 22. –) orosz író, forgatókönyvíró és producer.

## Életrajza
Grigorij Rjazsszkij 1953. május 22-én született. A moszkvai Bányászati Intézetben végzett 1975-ben. 1981-ben a Gazdasági Kapcsolatok Bizottságának felsőfokú angol nyelvtanfolyamán végzett. 1981-1982-ben — irodalmi titkár, 1983-1988-ban — vezető adminisztrátor, képigazgató-helyettes, képigazgató a „Moszfilm” filmstúdióban. 1988-ban a „Фора-фильм” független filmvállalat egyik alapítója lett. 1991 óta a „Патмос” filmvállalat főigazgatója. 1995 óta független producer.
2000 óta ír prózát. A regények mellett Grigorij Rjazszkij forgatókönyvek és rövidprózák szerzője, amelyeket különböző időszakokban a «Знамя», «Урал», «Октябрь», «Playboy», «Киносценарии», «Этажи» és a «Новый Континент» című folyóiratokban publikáltak.

## Családja
Unokatestvére Ljudmila Ulickaja írónő (sz. 1943).

## Díjak és kitüntetések
- Nyika-díj a »Néma tanú« (Немой свидетель) című filmért (az »Év legjobb producere« jelölés, 1994; Alekszandr Atanezsjannal(wd) együtt)[2]
- A „Normális élet egy normális országban” forgatókönyvírói verseny különdíja a Родственный обмен („Családcsere”) című tévéfilmért.
- „Az oroszországi filmes vállalkozói tevékenység fejlődéséhez való hozzájárulásért” díj.

## Filmek

### Forgatókönyvíró
1. 1999 — Умирать легко
2. 2004 — Родственный обмен
3. 2004 — Четыре Любови
4. 2005 — Дети Ванюхина
5. 2006 — Точка
6. 2007 — Ниоткуда с любовью, или Весёлые похороны
7. 2010 — Дом образцового содержания

### Producer
1. 1991 — Гениальная идея
2. 1994 — Немой свидетель
3. 1994 — Три сестры
4. 1995 — Пейзаж с тремя купальщицами
5. 1999 — Умирать легко
6. 1999 — Женщин обижать не рекомендуется
7. 2004 — Четыре Любови
8. 2007 — Ниоткуда с любовью, или Весёлые похороны
9. 2010 — Дом образцового содержания

## Bibliográfia
- «Наркокурьер Лариосик» (novelláskötet, 2001)
- «Точка» (роман, 2002)
- «Крюк Петра Иваныча» (regény, 2002)
- «Четыре любови» (családi saga, 2002)
- «Дети Ванюхина» (regény, 2003)
- «Дом образцового содержания» (regény, 2004)
- «Колония нескучного режима» (regény, 2009)
- «Нет кармана у Бога» (regény, 2010)
- «Дивертисмент братьев Лунио» (regény, 2011)
- «Натурщица Коллонтай» (regény, 2012)
- «Муж, жена и сатана» (családi saga, 2013)
- «Люди переходного периода» (regény, 2014)
- «Человек из Красной книги» (regény, 2015)
- «Музейный роман» (2016)
- «Подмены» (2016)
- «Симулякр» (2017)

### Magyarul megjelent
- Példaértékű ház (Дом образцового содержания) – Gabo, Budapest, 2010 · ISBN 978-963-689-355-2 · fordította: Goretity József

## Fordítás
- Ez a szócikk részben vagy egészben  a(z)   Ряжский, Григорий Викторович című orosz Wikipédia-szócikk fordításán alapul.  Az eredeti cikk szerkesztőit annak laptörténete sorolja fel. Ez a jelzés csupán a megfogalmazás eredetét és a szerzői jogokat jelzi, nem szolgál a cikkben szereplő információk forrásmegjelöléseként.